# クック・チャム
株式会社クック・チャム（Cookchum Co., Ltd.）は、愛媛県新居浜市に本社を置く企業。惣菜等おかずの販売店の展開などを行っている。2012年9月現在、徳島県を除く四国地方、東京都、大阪府、京都府、岡山県、広島県、山口県、福岡県、長崎県、熊本県、佐賀県、大分県にフランチャイズ店を含め店舗を展開している。

## 沿革
- 1947年 - 有限会社大平屋を設立。
- 1991年 - 株式会社に組織変更。
- 1992年 - 株式会社クック・チャムに社名変更。
- 1998年 - 愛媛県新居浜市新須賀町に本社新社屋、工場（四国キッチン）を開設。
- 2008年 - 福岡県筑紫郡那珂川町（現・那珂川市）に九州工場（九州キッチン）を開設。
- 2010年 - 株式会社クック・チャムmymamaを設立。
- 2011年 - 九州事業部を分社化し、クックチャムプラスシー設立。
- 2014年-四国事業部を分社化し、クックチャム四国設立

## 店舗
- クック・チャム
- 菜遊季

## 株式会社クックチャムプラスシー
株式会社クックチャムプラスシーは、福岡県福岡市博多区に本社をおく、路面店型おかずの店「クック・チャム」の展開事業を行う企業。株式会社クック・チャムの子会社。